# Editorial Selecta
Editorial Selecta fue una empresa editorial española fundada en Barcelona en 1946 por Josep Maria Cruzet y que, tras su fusión con Llibreria Catalònia, en 1998 fue adquirida por Edicions 62.

## Historia
Fue una de las primeras editoras que, después de la Guerra Civil, pudo publicar libros en catalán. Así, después de realizar gestiones ante la administración de la dictadura, obtuvo autorización para editar las obras completas de Jacinto Verdaguer en catalán. Los directores de la editorial fueron Josep Miracle i Montserrat y Tomàs Tebé.
En un primer momento solo pudo publicar reediciones de clásicos de la literatura catalana (Jacinto Verdaguer, Santiago Rusiñol, Eugenio d'Ors, Narcís Oller, Àngel Guimerà, Joaquim Ruyra, Carles Soldevila, Josep Maria de Sagarra), pero con el tiempo, pudo editar también en catalán obras de otros autores, como Ferran Canyameres, Josep Maria Espinàs, Joan Triadú, Ramon Folch, Baltasar Porcel, Joan Fuster, Maria Aurèlia Capmany o Artur Bladé, entre otros. Publicó poesía, novela, cuento, ensayo, teatro, crítica literaria, libros de viajes, memorias e historia. De sus colecciones, destacaron:
- Biblioteca Selecta, desde 1946, que fue la más nutrida de la casa: en 1952 reunía ya cien textos, y en 1961, un año antes del fallecimiento de Josep Maria Cruzet, se convirtió en la más extensa de la historia de la edición en lengua catalana al alcanzar las trescientas obras. Cuando en 1998 la Editorial Selecta fue absorbida por Edicions 62, la colección había ya sobrepasado los quinientos títulos.[2]
- Biblioteca Perenne, desde 1948, con obras completas de Joan Amades, Joan Maragall, Joaquim Ruyra, Gaziel, Santiago Rusiñol, Àngel Guimerà, Carles Soldevila y Jacinto Verdaguer.
- Biblioteca Excelsa, desde 1948, recogió en uno o más volúmenes las obras de Víctor Català, Josep Pla, Guerau de Liost, Miquel dels Sants Oliver y el teatro de Josep Maria de Sagarra.
- Col·lecció Antílop (al principio denominada Biblioteca Gasela), desde 1975, especializada en novela, donde se publicó tanto a autores clásicos (Bernat Metge, Narcís Oller, Víctor Català, Sebastià Juan Arbó, Miquel Llor, etc.) como a escritores que en aquel momento eran noveles (Josep Albanell, Teresa Pàmies, Antoni Mus, Joan Rendé y otros).[1]

Entre 1951 y 1959 convocó, junto con la Editorial Aymà, los premios de novela Joanot Martorell, el Víctor Català de narración, y el de biografía Aedos a partir del 1953. En 1956 crearon también el premio Josep Yxart de ensayo. Celebró veladas literarias en la Casa del Libro y en 1955 fundó la Central de Literatura Catalana, proyecto para la venta de obras mediante suscripción. En 1985 fue galardonada por la Generalidad de Cataluña con el Premio Creu de Sant Jordi.